# Alejandra García
Alejandra García (ur. 13 czerwca 1973 w Buenos Aires) – argentyńska lekkoatletka, tyczkarka.

## Osiągnięcia
- złoty medal igrzysk panamerykańskich (Winnipeg 1999)
- 11. miejsce podczas mistrzostw świata (Sewilla 1999)
- liczne medale mistrzostw Ameryki Południowej
- wielokrotna mistrzyni[1] i rekordzistka[2] kraju, przez wiele lat była także rekordzistką Ameryki Południowej

Trzykrotnie reprezentowała Argentynę podczas igrzysk olimpijskich:
- Sydney 2000 – 18. miejsce w eliminacjach (brak awansu do finału)
- Ateny 2004 – 13. lokata w finale
- Pekin 2008 – 31. miejsce w eliminacjach (brak awansu do finału)

## Rekordy życiowe
- skok o tyczce – 4,43 (2004) rekord Argentyny
- skok o tyczce (hala) – 4,25 (2004) rekord Argentyny
- skok wzwyż – 1,87 (1996)